# Toon Vandebosch
Toon Vandebosch (19 juni 1999) is een Belgisch veldrijder.
Vandebosch behaalde zijn eerste overwinning in 2015 op de Jaarmarktcross Niel bij de junioren. In het seizoen 2016/2017 won hij zes wedstrijden, waaronder het nationaal kampioenschap.
Bij de beloften behaalde hij de Belgische titel in 2020. Vanaf het seizoen 2021/2022 komt hij uit voor de elite. Zijn beste resultaten in dat seizoen zijn een vijfde plaats in de Koppenbergcross en een zesde plaats in de Superprestige in Ruddervoorde. Vandebosch wordt sinds enkele jaren ondersteund door een trouwe fanclub uit de gemeente Stabroek. 

## Palmares

### Veldrijden

#### Resultatentabel elite
| Seizoen   |    | WK  | EK | BK |    | Klassementen | Klassementen | Klassementen | Klassementen | Klassementen |       | UCI- ranking |  | Podia | Podia | Podia | Aantal crossen |
| Seizoen   | WB | WK  | EK | BK | SP | Trofee       | TOI          | Swiss        | Goud         | Zilver       | Brons | UCI- ranking |  |       |       |       | Aantal crossen |
| --------- | -- | --- | -- | -- | -- | ------------ | ------------ | ------------ | ------------ | ------------ | ----- | ------------ |  | ----- | ----- | ----- | -------------- |
| 2023-2024 |    | 12e | –  | –  |    | 8e           | 14e          | 7e           | –            | –            |       | –            |  | –     | –     | 1     | 1              |
| Totaal    |    | –   | –  | –  |    | –            | –            | –            | –            | –            | -     | –            |  | -     | –     | 1     | 1              |

#### Podiumplaatsen elite
| Legenda                       |
| ----------------------------- |
| Wereldkampioenschappen        |
| Continentale kampioenschappen |
| Nationale kampioenschappen    |
| Wereldbeker                   |
| Superprestige                 |
| Trofee                        |
| Overige veldritten            |

| Nr.           | Seizoen       | Datum            | Veldrit                                   | Cat.          | Wedstrijdserie |               |
| Overwinningen | Overwinningen | Overwinningen    | Overwinningen                             | Overwinningen | Overwinningen  | Overwinningen |
| 2e plaatsen   | 2e plaatsen   | 2e plaatsen      | 2e plaatsen                               | 2e plaatsen   | 2e plaatsen    | 2e plaatsen   |
| 3e plaatsen   | 3e plaatsen   | 3e plaatsen      | 3e plaatsen                               | 3e plaatsen   | 3e plaatsen    | 3e plaatsen   |
| ------------- | ------------- | ---------------- | ----------------------------------------- | ------------- | -------------- | ------------- |
| 1.            | 2024-2025     | 23 februari 2025 | Internationale Sluitingsprijs , Oostmalle | C1            | overige        | [ 1 ]         |

### Wegwielrennen
2025
Grand Prix de la ville de Pérenchies